# Alue Bakong
Alue Bakong is een bestuurslaag in het regentschap Aceh Barat van de provincie Atjeh, Indonesië. Alue Bakong telt 374 inwoners (volkstelling 2010).